# Lilla Isie landskommun
Lilla Isie landskommun var en tidigare kommun i dåvarande Malmöhus län.

## Administrativ historik
Kommunen bildades i Lilla Isie socken i Vemmenhögs härad i Skåne när 1862 års kommunalförordningar trädde i kraft. 
Vid kommunreformen 1952 uppgick kommunen i Klagstorps landskommun som uppgick 1967 i Trelleborgs stad som 1971 ombildades till Trelleborgs kommun.

## Politik

### Mandatfördelning i Lilla Isie landskommun 1938-1946
| 9 | 9 |

| 18 |

| 10 | 8 |

| 18 |

| 11 | 7 |

| 18 |